# 水野忠全
水野 忠全（みずの ただまさ、生没年不明）は、江戸時代末期（幕末）の旗本。官位は従五位下伊勢守。京都東町奉行。

## 来歴
安政6年（1859年）9月に京都東町奉行に就任するが、同年11月に作事奉行に転任となり、京都には着任しなかった。